# Glenea pseudobaja
Glenea pseudobaja är en skalbaggsart som beskrevs av Stefan von Breuning 1952. Glenea pseudobaja ingår i släktet Glenea och familjen långhorningar. Inga underarter finns listade i Catalogue of Life.